# Bristol XLRQ
Bristol XLRQ-1 là một mẫu tàu lượn lưỡng cư do hãng Bristol Aeronautical Corporation chế tạo cho Thủy quân lục chiến Hoa Kỳ giai đoạn 1942-43.

## Tính năng kỹ chiến thuật (XLRQ-1)

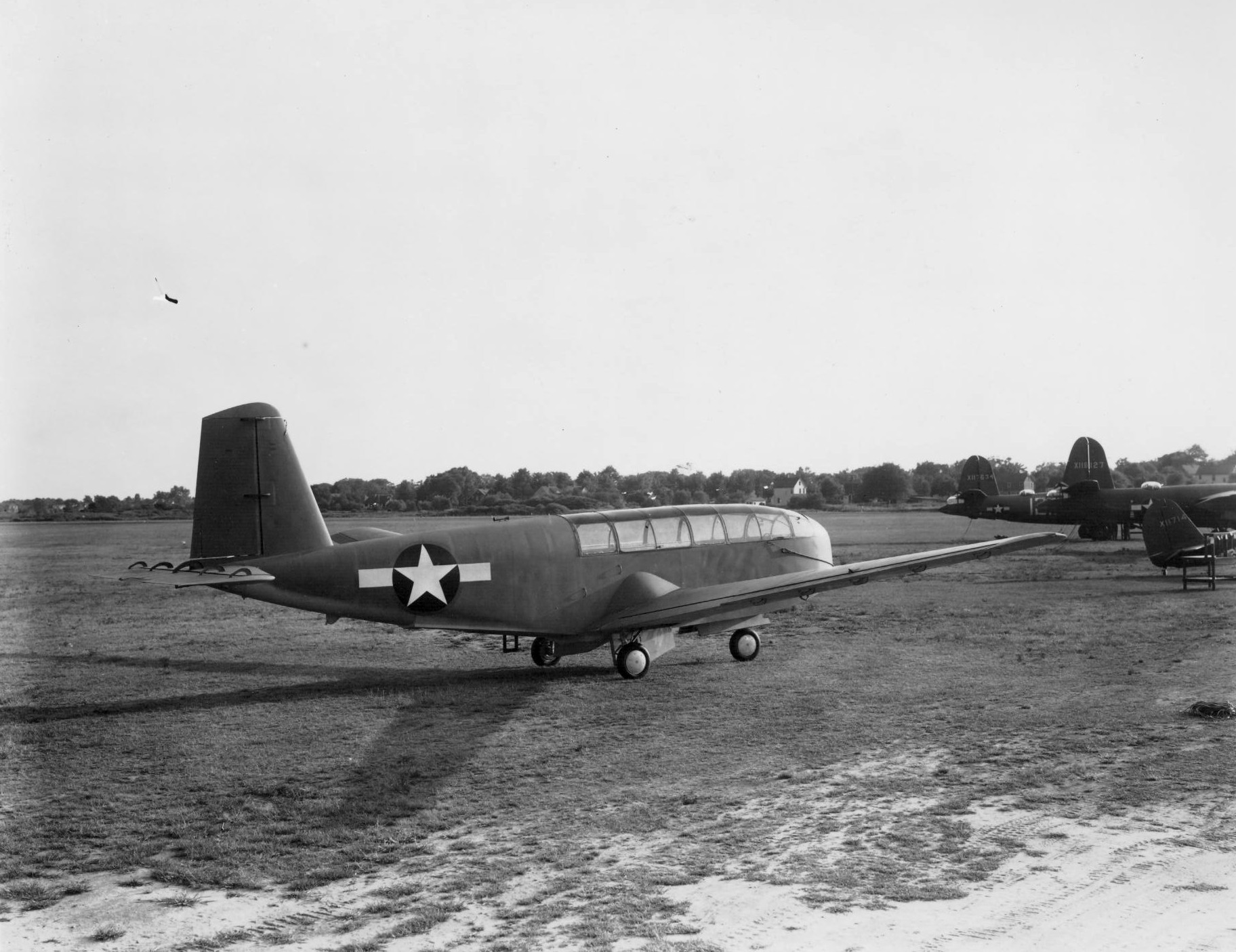
Bristol XLRQ-1 năm 1943.

Đặc điểm tổng quát
- Kíp lái: 2
- Sức chứa: 10 lính
- Chiều dài: 40 ft 0 in (12,2 m)
- Sải cánh: 72 ft 0 in (22,0 m)
- Chiều cao: 12 ft 3 in (3,7 m) mỗi chiếc mỗi chiếc